# Kaissiber
Kaissiber war eine deutsche Schachzeitschrift, die von 1996 bis 2010 im Eigenverlag Stefan Bückers erschienen ist. Der Titel ist ein Wortspiel aus Caissa und Kassiber.
Verleger, Herausgeber und Chefredakteur ist der Gründer der Zeitschrift, FIDE-Meister Stefan Bücker. Er war zuvor mehrere Jahre als Redakteur für den Schach-Report tätig gewesen (die Zeitschrift ging Ende 1996 im Konkurrenzblatt Schach auf).
Im Gegensatz zu anderen Schachzeitschriften liegt der Schwerpunkt nicht auf der Berichterstattung über aktuelle Turniere, sondern im Bereich der Eröffnungstheorie. Es werden überwiegend weniger gebräuchliche Eröffnungssysteme, seltene Gambits usw. behandelt. Außerdem enthält die Zeitschrift schachhistorische Beiträge sowie Rezensionen.
Maurits Wind (Niederlande) war Redakteur und Mitarbeiter von Kaissiber Heft 22 (Januar 2006) bis Heft 37 (April 2010). Er lieferte verschiedene Theoriebeiträge (z. B. über das Halloween-Gambit) und unterstützte Stefan Bücker bei der Analyse von ungewöhnlichen Schacheröffnungen. Schachjournalist Alfred Diel berichtete in der Kolumne „Aus vergangenen Zeiten“ über die Karriere historischer Schachmeister. Zu den regelmäßigen Mitarbeitern gehörte der dänische Großmeister Bent Larsen. In den ersten Jahren sind regelmäßig Beiträge des Programmierers Christian Donninger zu Aspekten des Computerschachs erschienen. Weitere Mitarbeiter von Kaissiber waren Peter Anderberg, Klaus Kögler, Lev Gutman, Michiel Wind (Singapur), Gerard Welling (Niederlande), Adrian Harvey (Großbritannien), Volker Hergert (Schweiz) und Michael Ehn (Österreich).
Pro Jahr wurden, teilweise mit Unterbrechungen, vier Hefte im DIN-C5-Format veröffentlicht. Seit dem April–Juni 2010-Heft (Nr. 37) ist die Zeitschrift nicht mehr erschienen. Die Auflage betrug zuletzt 5400 Exemplare. Seit Anfang 2007 gab es zusätzlich eine Ausgabe in italienischer Sprache.